# Delcy Rodríguez
Delcy Eloína Rodríguez Gómez (Caracas, 18 de mayo de 1969) es una abogada, diplomática y política venezolana, quien ha ejercido varios cargos durante las presidencias de Hugo Chávez y Nicolás Maduro. Actualmente es ministra de Hidrocarburos y vicepresidenta ejecutiva de Venezuela. Forma parte de la dirección nacional del Partido Socialista Unido de Venezuela.
Graduada en Derecho por la Universidad Central de Venezuela, es hermana de Jorge Rodríguez, presidente de la Asamblea Nacional, y ambos son hijos de Jorge Antonio Rodríguez, un guerrillero y dirigente de la izquierda venezolana involucrado en el secuestro del empresario estadounidense William Frank Niehous en 1976.
Ocupó el cargo de ministra del Despacho de la Presidencia durante 2006, ministra para la Comunicación e Información de Venezuela desde 2013 hasta el 2014 y ministra del Poder Popular para Relaciones Exteriores de la Venezuela desde el 2014 hasta el 2017. Tras esto, fue nombrada ese año miembro de la Asamblea Nacional Constituyente y luego fue presidente del cuerpo hasta el 15 de junio de 2018.
Además, preside el partido Somos Venezuela, creado por Maduro, y ha sido una figura clave en las negociaciones con la oposición, destacándose por su defensa de la Revolución bolivariana en foros internacionales como Mercosur y la OEA. Ha recibido varias sanciones internacionales responsabilizada por la violación de derechos humanos y la crisis política en el país.

## Primeros años
Delcy Rodríguez nació el 18 de mayo de 1969 en Caracas. Su padre fue el político Jorge Antonio Rodríguez, en aquel entonces fundador del partido marxista Liga Socialista, y su madre, Delcy Gómez. El padre de Delcy murió en 1976, cuando ella tenía siete años de edad, falleciendo mientras se encontraba preso y bajo custodia de la entonces Dirección de los Servicios de Inteligencia y Prevención (DISIP). Es, asimismo, hermana de Jorge Rodríguez Gómez. 
Delcy cursó estudios en la Universidad Central de Venezuela (UCV), donde obtiene el título de abogada el año 1993 y donde también ejerció como dirigente estudiantil. Cabe mencionar también que Rodríguez se especializó en materia de Derecho laboral en París, Francia. En su ejercicio profesional, Delcy se ha desempeñado como docente de la Universidad Central de Venezuela, también ocupó la presidencia del gremio de la Asociación Venezolana de Abogados Laboristas.

## Carrera política

### Inicios
En 2003 se inició en la Coordinación General de la Vicepresidencia de la República Bolivariana de Venezuela y luego, como Directora de Asuntos Internacionales del ministerio de Energía y Minas. De igual forma, estuvo como viceministra de relaciones para Europa en 2005.

### Ministra del Despacho de la Presidencia
Fue ministra del Despacho de la Presidencia de Venezuela entre febrero y agosto de 2006 durante el gobierno de Hugo Chávez.

### Ministra de Comunicación e Información
El 3 de agosto de 2013, el presidente Nicolás Maduro la designó como ministra del Poder Popular para la Comunicación e Información de Venezuela, ratificada en 2014 cargo que ocupó hasta el 13 de octubre de 2014.

### Ministra de Relaciones Exteriores

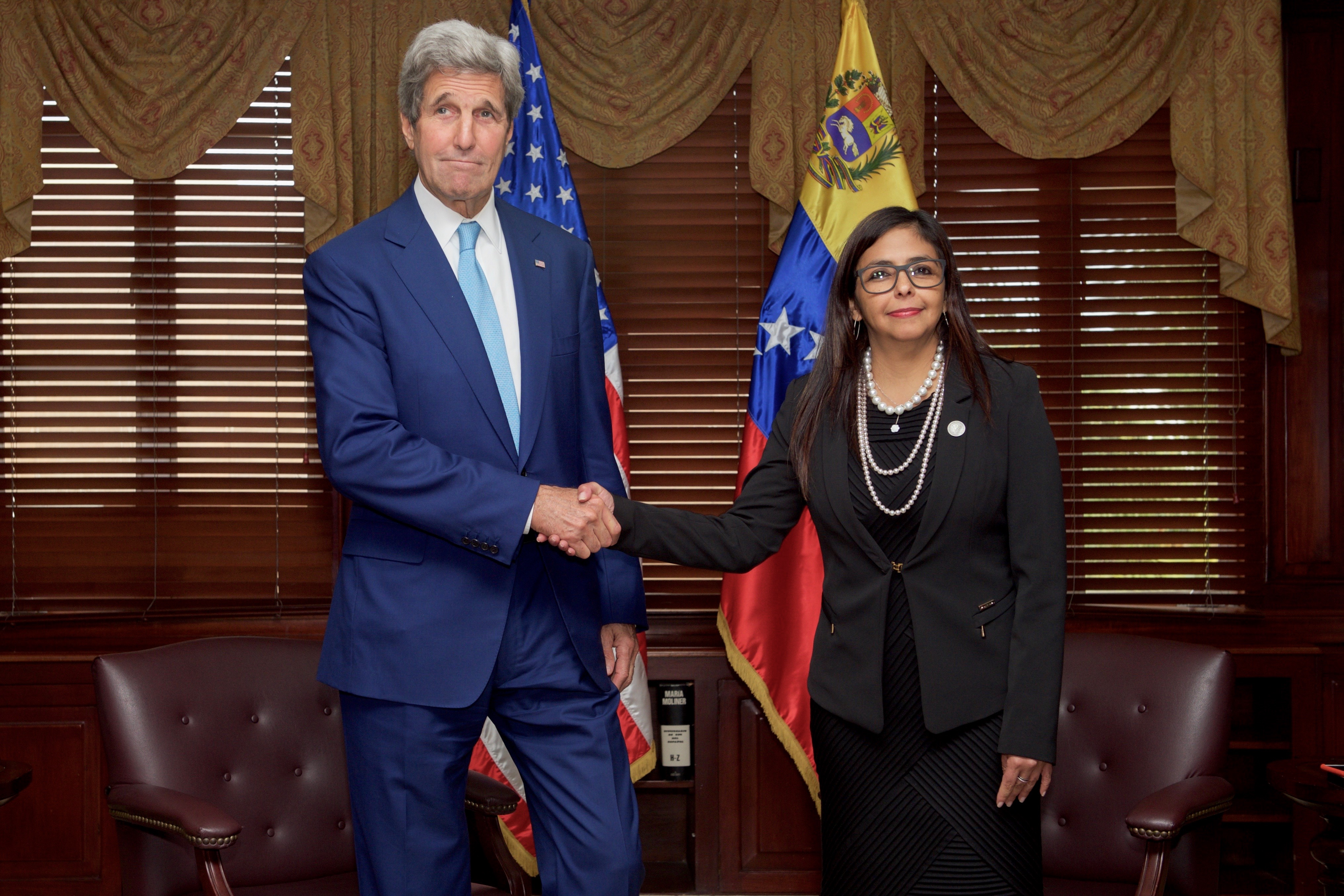
Rodríguez con el Secretario de Estado de Estados Unidos John Kerry en Santo Domingo, República Dominicana, junio de 2016.

El 26 de diciembre de 2014 fue designada por el presidente Nicolás Maduro como canciller o Ministra del Poder Popular para las Relaciones Exteriores, en sustitución de Rafael Ramírez Carreño, convirtiéndose en la primera mujer en ocupar este cargo en Venezuela.
Debido a la ausencia de Maduro, el 21 de diciembre de 2015 participó de la 49.ª Cumbre de jefes de Estado del Mercosur en Asunción. Allí protagonizó un cruce con el presidente de Argentina, Mauricio Macri, que le reclamó a Venezuela la pronta liberación de los presos políticos. Rodríguez acusó a Macri de injerencia en los asuntos internos venezolanos, de defender la violencia política por parte de la oposición al chavismo y de imputar a la titular de Madres de Plaza de Mayo, Hebe de Bonafini, «por llamar a las manifestaciones pacíficas en contra de su Gobierno».
También mostró fotografías de Leopoldo López y de manifestantes opositores realizando ataques a edificios públicos. Aseguró que las imágenes fueron tomadas por agencias de noticias y afirmó que López era el responsable de «atentados contra los servicios públicos esenciales y universidades venezolanas». Al mismo tiempo, acusó al presidente argentino de haber liberado a represores de la última dictadura militar en Argentina y que había vetado leyes «contra el trato injusto, la tortura y las desapariciones forzadas». Esto fue rechazado por la canciller argentina Susana Malcorra ante una conferencia de prensa donde señaló que «todas esas acusaciones eran erróneas» y que «el presidente [Macri] decidió que no era necesaria una respuesta». Además, consideró que su par venezolana reaccionó «de manera muy fuerte, en función de una información que no es correcta». En enero de 2016, Nicolás Maduro felicitó públicamente a Rodríguez por «mandar a las duchas» a Macri en la reunión Mercosur.
Desde 2016 hasta 2017 Rodríguez fue una abierta defensora de las acciones internas del Gobierno venezolano ante los llamamientos de Luis Almagro, secretario general de la Organización de Estados Americanos (OEA), en sus intentos de aplicar a Venezuela la Carta Democrática de la OEA.
El 17 de marzo denunció en el seno de la asamblea de la OEA que un recién publicado informe de Luis Almagro respondía a una «estrategia compleja de intervención con consecuencias a mediano y largo plazo». La canciller expuso a la audiencia que más del 70 % de los tuits del secretario general de la OEA «han estado dedicados a agredir y atacar al Gobierno venezolano y su pueblo».
El 24 de junio de 2016, en pleno acto de celebración de los 195 años de la Batalla de Carabobo, el presidente Nicolás Maduro la condecoró con la Orden Militar de la Defensa Nacional, Grado Comendador, Primera Clase, por «defender los intereses de la nación ante los ataques de la derecha». El 16 de diciembre del mismo año recibió la Orden Libertadores y Libertadoras de Venezuela, Primera Clase por llevar «con honor y amor la verdad de Venezuela al mundo».

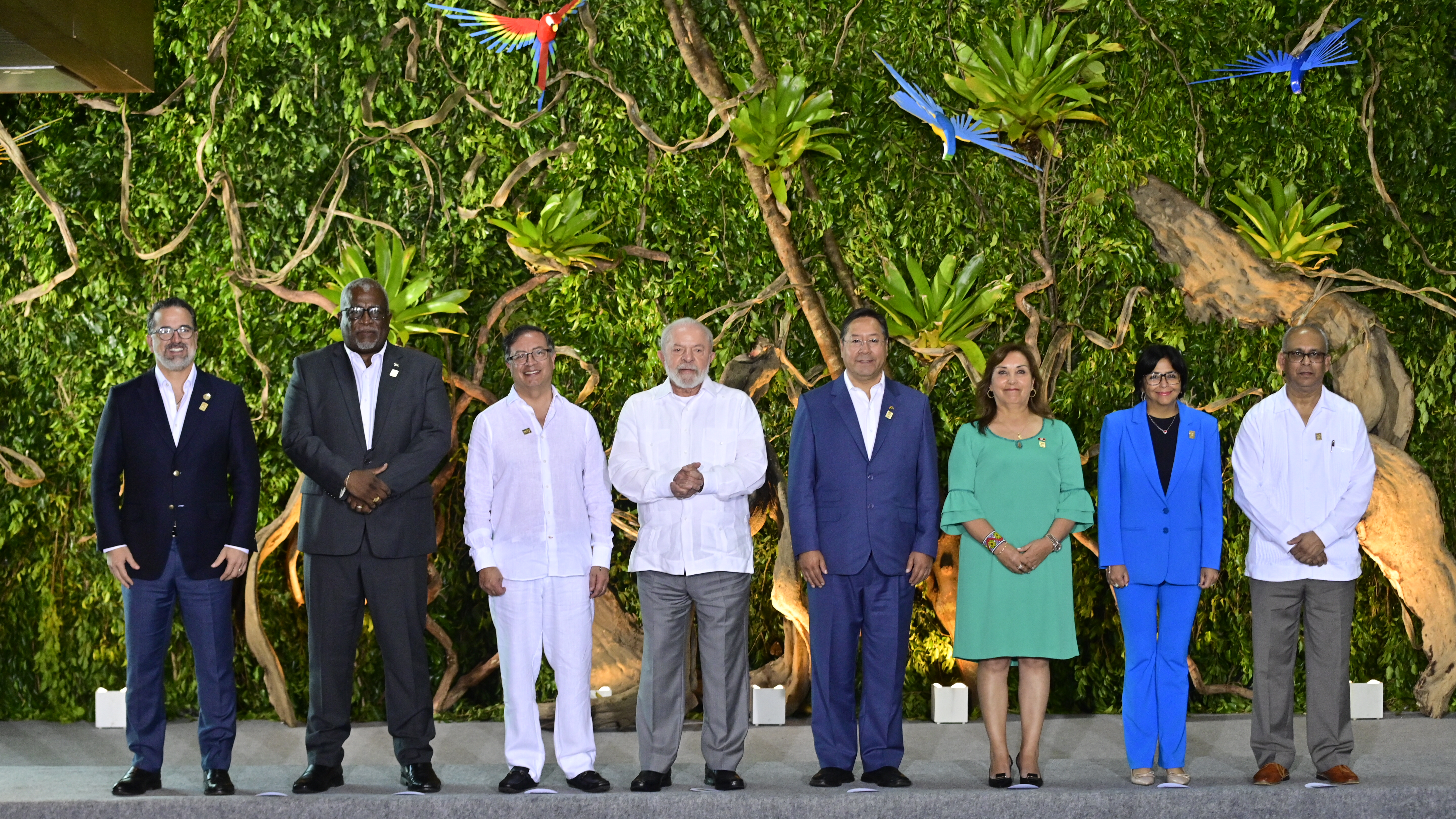
Delcy Rodríguez en la Cumbre Amazónica junto a Boluarte, Lula da Silva, Petro, Arce y sus homólogos Manrique y Ramdin.

Durante la XXV Cumbre Iberoamericana de jefes de Estado y Gobierno realizada en Cartagena de Indias, Colombia, expresó «al presidente del Perú, Pedro Pablo Kuczynski, lo emplazamos a que se quite el traje de empresario estadounidense y vea más a la realidad de los pueblos de América Latina, a los pueblos de Suramérica, hay mucha deuda social en Perú».

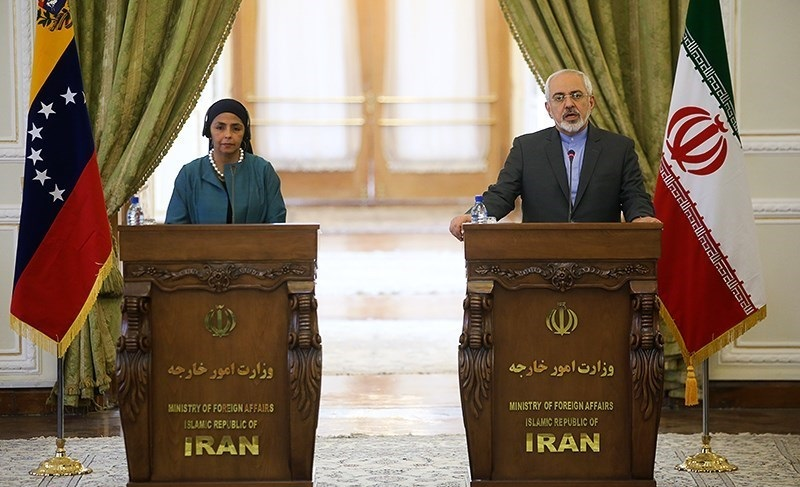
Rodríguez con su homólogo iraní Mohammad Yavad Zarif en abril de 2015.

En agosto de 2016, los presidentes de Brasil, Argentina y Paraguay, presentes en Río de Janeiro para los Juegos Olímpicos, se reunieron para discutir la suspensión de Venezuela de Mercosur. Los tres países presentaron dudas sobre si Venezuela cumple con los requisitos para ser miembro pleno. Se reclamó el cumplimiento de las exigencias del Mercosur, principalmente en cuestiones de comercio, política, democracia y derechos humanos. Al mismo tiempo, Argentina recibió la presidencia pro tempore del Mercosur, pese a que Venezuela no reconoció la suspensión de Mercosur quiso seguir ejerciendo, hasta el 30 de diciembre de 2016.
El 14 de diciembre de 2016, Rodríguez intentó participar de una cumbre del Mercosur en Buenos Aires, Argentina, junto al canciller de Bolivia, David Choquehuanca, Venezuela estaba suspendida del organismo por mayoría de los Gobiernos. Al intentar ingresar sin invitación al Palacio San Martín, —sede de la Cancillería Argentina— miembros de la Policía Federal Argentina no la dejaron ingresar al momento. Según denunció, el canciller boliviano debió gritarle a un policía que frenase los dichos «ataques». Finalmente lograron ingresar pero el resto de los cancilleres del Mercosur habían decidido reunirse en otro lugar.
Delcy Rodríguez abandonó el cargo de canciller en junio de 2017 para postularse como candidata a la Asamblea Nacional Constituyente de ese año. Previamente, fue designada miembro de la Comisión Presidencial para la Constituyente. Antes de dejar el cargo, el 22 de junio Maduro le otorgó la orden Sable del Libertador Simón Bolívar de la Batalla de Carabobo.

### Presidenta de la Asamblea Constituyente
El 30 de julio de 2017 fue elegida diputada por Caracas a la Asamblea Nacional Constituyente y el 4 de agosto al instalarse la ANC, en el Palacio Federal Legislativo, fue elegida como presidenta de la misma. El 27 de enero de 2018 es anunciada por el mandatario venezolano Nicolás Maduro como presidenta del partido que se legalizaría denominado Movimiento Somos Venezuela. El 7 de febrero renuncia al Partido Socialista Unido de Venezuela y se incorpora a las filas del MSV, siguiendo el estatuto donde establece que la doble militancia no está permitida en el país. No obstante, en octubre de ese mismo año se reincorporó al PSUV como militante.

### Vicepresidenta de Venezuela

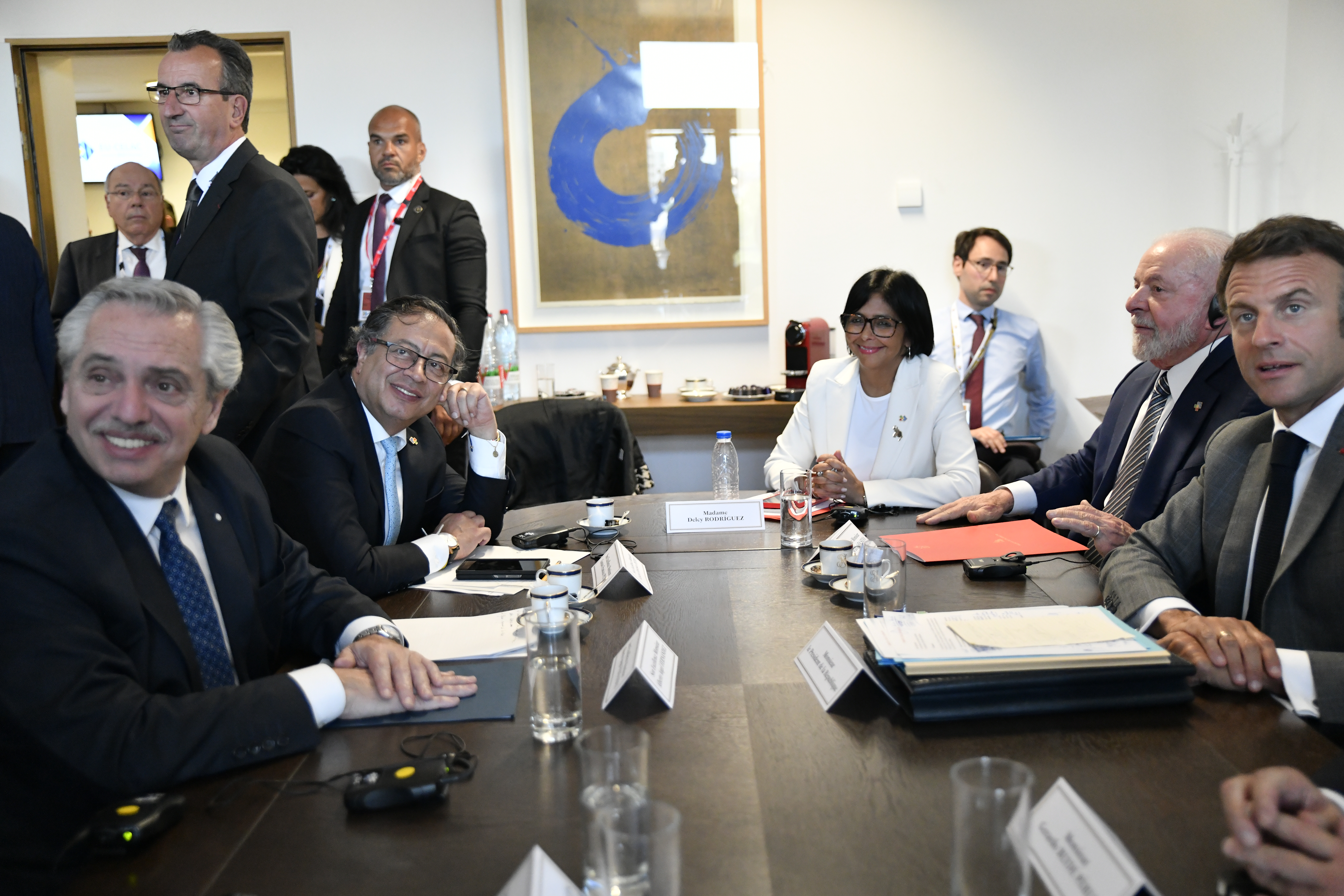
Delcy reunida en Bruselas con Petro, Fernández, Macron y Lula en julio de 2023, como representante de Venezuela en la CELAC-UE.

El 14 de junio de 2017 es nombrada por el presidente de la República, Nicolás Maduro como Vicepresidenta de Venezuela tras cambios anunciados en el gabinete, y sucedió en el cargo a Tareck El Aissami que asumió la Vicepresidencia Sectorial de Economía. También se convirtió en la jefa ex officio del Servicio Bolivariano de Inteligencia (SEBIN), la agencia de inteligencia de Venezuela, ya que depende de la oficina de la vicepresidencia. El 2 de diciembre de 2018 recibió al Presidente de Turquía, Recep Tayyip Erdoğan en su visita oficial a Venezuela.

#### Ministra de Economía y Finanzas
Desde el 10 de septiembre de 2020 es ministra del Poder Popular de Economía y Finanzas de Venezuela, nombrada por el presidente Nicolás Maduro.
En julio de 2021, participó en la Asamblea Anual de Fedecámaras. Esta participación marca la primera vez en dos décadas que un alto representante del ejecutivo nacional se une a este encuentro que reúne a líderes de las principales empresas del país, al ser Fedecámaras una organización que formó parte de la oposición al chavismo, este último considerándola como parte de la «burguesía parasitaria». Si bien Rodríguez enfatizó la importancia de la participación del sector privado en el desarrollo de las potencialidades productivas de Venezuela, pidió al empresariado presente a mantenerse al margen de la política. La postura y el enfoque adoptados por los empresarios durante el evento fueron objeto de intensas críticas de parte de políticos de oposición y líderes de la sociedad civil, y de acuerdo con El País «y por muchísimos usuarios de las redes sociales, que interpretaron una capitulación en medio de un estado de extrema necesidad».

#### Directora del Banco Central de Venezuela
Fue nombrada como directora del BCV en representación del Poder Ejecutivo en septiembre de 2020.

#### Ministra del Petróleo
En agosto de 2024 Rodríguez fue nombrada Ministra del Petróleo.

## Sanciones
El 20 de abril de 2018, el senado mexicano aprobó un Punto de Acuerdo en la que se puntualiza, entre otras cosas, rechazar las elecciones presidenciales programadas para el 20 de mayo, la congelación de bienes de siete funcionarios del gobierno venezolano y la prohibición de entrada al país de éstos, incluyendo a Delcy Rodríguez. El 25 de junio fue sancionada por la Unión Europea (UE) junto a otros diez funcionarios venezolanos. La sanción consistió en la prohibición de viajar a territorio de la UE y la congelación de los bienes que pueda tener en los países de la Unión.
El 25 de septiembre el gobierno de Estados Unidos impuso una nueva ronda de sanciones personales en contra de funcionarios venezolanos. El Departamento del Tesoro, a través de la Oficina de Control de Bienes Extranjeros (OFAC, por sus siglas en inglés), anunció que las medidas que afectaban a seis funcionarios, incluyendo a Rodríguez.
Rodríguez ha sido sancionada por varios países y tiene prohibido ingresar a la vecina Colombia. El gobierno colombiano mantiene una lista de personas prohibidas de ingresar a Colombia o sujetas a expulsión; a enero de 2019, la lista tenía 200 personas con una "relación cercana y apoyo al régimen de Nicolás Maduro". El 22 de septiembre de 2017, Canadá sancionó a Rodríguez debido a la ruptura del orden constitucional de Venezuela.
Poco después de ser nombrada Vicepresidenta de Venezuela, Rodríguez fue uno de los once funcionarios sancionados por la Unión Europea el 25 de junio de 2018, con sus activos congelados y una prohibición de viajar emitida contra ella después de que "socavara la democracia y el estado de derecho en Venezuela". El Senado mexicano congeló los activos de los funcionarios de la administración de Nicolás Maduro, incluyendo a Delcy Rodríguez, y les prohibió ingresar a México el 20 de abril de 2018. Suiza sancionó a Rodríguez el 10 de julio de 2018, congeló sus activos e impuso una prohibición de viajar al citar las mismas razones de la Unión Europea. Estados Unidos sancionó a Rodríguez el 25 de septiembre de 2018 por "corrupción y violación de los derechos humanos".

### Delcygate
El 20 de enero de 2020 se desató una controversia en España debido a que Delcy Rodríguez estuvo en el aeropuerto de Barajas que llegó en un vuelo privado de la empresa Sky Valet, perteneciente a una compañía turca y luego de haberse reunido durante una hora con el ministro de transporte José Luis Ábalos y Víctor de Aldama para ese momento en una sala vip del aeropuerto, todo esto a pesar de que desde noviembre de 2017 Delcy Rodríguez tiene prohibido el ingreso al territorio de la Unión Europea. En un principio Ábalos negó haberse reunido con Delcy, días después se confirmó la reunión. Aquella noche bajaron de la aeronave en la que viajaba la vicepresidenta venezolana 12 maletas, «seis grandes y seis pequeñas». A las 08:20 hs tomaron un vuelo de Qatar Airways (QTR148) con destino al aeropuerto Hamad International de Doha, en Catar. Otros testigos afirmaron que Delcy llegó con 40 maletas repletas de fajos de dinero.
Los sucesos ocurrieron en la madrugada del día 20, cuando el vuelo con matrícula TC-AKE de bandera turca aterrizó en la terminal y las autoridades, al percatarse de la presencia de Rodríguez, decidieron impedir su entrada al país. Junto a ella viajaban: Kenny Antonio Díaz Rosario (director general de la Vicepresidencia), Alejandra Carolina Bastidas González (directora general de Comunicación y Relaciones Institucionales de la vicepresidenta), Yussef Abou Nassif Smaili (su pareja), Jorge Andrés Giménez (empresario de la construcción y actual presidente de la Federación Venezolana de Fútbol) y el ministro de Turismo y el Comercio Exterior Félix Plasencia.
Delcy Rodríguez habló por teléfono con Pedro Sánchez para tratar tres temas:
1. Sanchéz no debía recibir a Juan Guaidó.
2. El malestar que causaba Leopoldo López y su estadía en la embajada de España en Caracas.
3. El futuro de Repsol donde explota importantes campos de hidrocarburos, como el yacimiento de gas Perla, offshore, en el golfo de Venezuela.[68]

El 20 de enero de 2020, Koldo García Izaguirre un asesor político español (investigado por las comisiones relacionadas con la venta de mascarillas en la pandemia) fue el chófer que trasladó al ministro José Luis Ábalos al aeropuerto Adolfo Suárez-Madrid Barajas para que se encontrara con la vicepresidenta de Venezuela, Delcy Rodríguez. El encuentro fue conocido como «Delcygate». El caso judicial continuó en España conocido como el caso Koldo. Se determinó que el supuesto ingreso de 40 maletas conteniendo unos 200 millones de dólares (176 millones de euros) coincide con el volumen de dinero para pagar una deuda que Venezuela le tenía a la aerolínea española Air Europa, el detalle es que no fue declarado al fisco, evadiendo el pago de impuestos, en el que se acusa a Víctor de Aldama de comisionista, basado en un contrato que acuerda tener tres meses, entre el 19 de septiembre de 2019 y el 20 de enero de 2020 para poder cobrar la deuda a Venzuela, que también coincide con la fecha de llegada de Delcy Rodríguez a España. Delcy fue invitada por el expresidente José Luis Rodríguez Zapatero. El caso había sido archivado en 2020 por tratarse que el aeropuerto internacional es una zona de libre tránsito y no es territorio europeo. 
El 10 de octubre de 2024 la UCO descubrió en el computador del comisionista Víctor de Aldama una foto de la orden de compra-venta de 104 barras de oro por 68.498.254 dólares del FONDEN con Bancasa SA., el viaje de Delcy fue autorizado por Pedro Sánchez. Además, la UCO presentó un pantallazo del mensaje que José Luis Ábalos envió desde su móvil a Víctor de Aldama, el 16 de enero de 2020. El mensaje, que había sido enviado originalmente a Pedro Sánchez, cuatro días antes de que Delcy llegara a España, decía: "Y para acabar de molestarte, la vicepresidenta de Venezuela viene en privado el lunes y quiere verme discretamente como continuación del encuentro que tuve con el ministro de comunicación (que es su hermano). La gestión que acordamos en favor de las empresas españolas ha permitido que Duro Felguera haya cobrado una importante deuda". A lo que Sánchez respondió dando su aprobación.
El 12 de febrero de 2020, Pedro Sánchez había asegurado en el Congreso de los Diputados, refiriéndose al desplazamiento realizado por el exministro al aeropuerto Madrid-Barajas que "el señor Ábalos hizo su deber, que fue evitar una crisis diplomática con su intervención". El 25 de ese mismo mes, de nuevo Pedro Sánchez insistió en el Senado, que José Luis Abalos había salvado una situación complicada para la diplomacia española evitando que la dirigente venezolana tocara suelo español al salir del área internacional de Barajas, al tiempo que daba a entender que él no tuvo ningún tipo de información en relación a la escala que la premier bolivariana había realizado en Madrid, camino de Estambul hasta que el vuelo ya había despegado del aeropuerto Simón Bolívar de Caracas.

## Condecoraciones recibidas por Nicolás Maduro
- 2016: Orden Militar de la Defensa Nacional (Grado Comendador).[30]
- 2016: Orden Libertadores y Libertadoras de Venezuela (Primera Clase).[31]
- 2017: Orden Sable del Libertador Simón Bolívar de la Batalla de Carabobo.[40]

## Vida personal
Fue pareja sentimental del actor Fernando Carrillo hasta 2007. Desde 2017, su pareja sentimental es Yussef Abou Nassif Smaili, venezolano de ascendencia libanesa, quien es dueño de varias empresas en Venezuela.

### Controversias
Delcy Rodríguez ha sido criticada en numerosas ocasiones por su uso del lenguaje, ya que en varios de sus discursos no lo ha moderado y, por el contrario, ha proferido insultos contra varias personalidades reconocidas, a pesar de la Ley contra el Odio, sancionada por la Asamblea Nacional Constituyente de 2017 que ella misma presidía, que prohíbe esta conducta.